# مزرعة شادي
مزرعة شادي هي قرية في مقاطعة ورزقان، إيران. عدد سكان هذه القرية هو 460 في سنة 2006.